# گمینا راوا مازوویتسکا
گمینا راوا مازوویتسکا (به لهستانی:  Gmina Rawa Mazowiecka) یک گمینا در لهستان است که در شهرستان راوا واقع شده‌است. گمینا راوا مازوویتسکا ۱۶۳٫۹۸ کیلومتر مربع مساحت و ۸٬۵۷۳ نفر جمعیت دارد.